# Marija Mielentjewa
Marija Władimirowna Mielentjewa (ros. Мария Владимировна Мелентьева, ur. 1924 w Priaży, zm. 2 lipca 1943 niedaleko wsi Topornaja Gora w Karelo-Fińskiej SRR) – radziecka partyzantka, Bohater Związku Radzieckiego (1943).

## Życiorys
Urodziła się w karelskiej rodzinie chłopskiej. Skończyła szkołę średnią w Priaży, pracowała jako sanitariuszka w szpitalu ewakuacyjnym w Siegieży. Od 15 czerwca 1942 podczas wojny z Niemcami wraz z Anną Lisicyną brała udział w komsomolskiej działalności podziemnej na tyłach wroga; wkrótce Lisicyna utonęła w rzece Świr podczas wykonywania zadania zwiadowczego (2 sierpnia 1942). Mielentjewa kontynuowała jej zadanie, wędrując przez pięć dni po lasach bez jedzenia, obuwia i odzieży, niosąc ze sobą tylko plik dokumentów. Szóstego dnia napotkała 272 pułk piechoty Armii Czerwonej, któremu przekazała dokumenty na temat niemieckich sił w okolicy. Latem 1943 otrzymała inną misję na terenie kontrolowanym przez wroga; miała nawiązać kontakt z podziemną organizacją partyjną i dostarczyć jej wszelkie posiadanie informacje. 1 lipca 1943 w wynik donosu Finom udało się otoczyć radzieckich zwiadowców; w potyczce zginął jeden z nich, a Mielentjewa po wystrzelaniu amunicji została schwytana, jednak nic nie ujawniła. Została zastrzelona następnego dnia. 25 września 1943 została pośmiertnie uhonorowana Złotą Gwiazdą Bohatera Związku Radzieckiego. Otrzymała też Order Lenina i Order Czerwonej Gwiazdy. W Priaży postawiono jej popiersie, w Pietrozawodsku odsłonięto poświęconą jej tablicę pamiątkową. Jej imieniem nazwano szkołę średnią w Priaży i ulicę w Pietrozawodsku.